# Weapons (film 2025)
Weapons è un film del 2025 scritto e diretto da Zach Cregger.

## Trama
Maybrook (Pennsylvania), 2:17 del mattino. Diciassette dei diciotto alunni della classe della maestra Justine Gandy lasciano le loro case correndo senza meta apparente e senza alcuna costrizione e scompaiono nel nulla; l'unico a non sparire è Alex Lilly che, così come la maestra, viene ripetutamente interrogato dalla polizia ma senza riuscire a fornire indizi utili.
Mesi dopo, mentre Justine, sospesa, si reca a casa di Alex scoprendo che tutte le finestre sono coperte di giornali e che i suoi genitori si comportano in modo strano così avvisa il preside Marcus Miller che accetta di effettuare un controllo, Archer Graff, padre di Matthew, uno dei bambini scomparsi, sospettando la maestre e frustrato dalla lentezza delle indagini, inizia a indagare per conto proprio scoprendo che i bambini sono fuggiti tutti nella stessa direzione; è così che Justine e Archer iniziano a fare sogni in cui, oltre ai bimbi scomparsi, compare anche una misteriosa donna dai capelli rossi. 
Mentre Justine, in attesa del controllo, sorveglia casa di Alex ma, essendo ricaduta nell'alcolismo insieme al suo ex fidanzato, l'agente di polizia Paul Morgan, si addormentata in auto e così una donna esce dall'abitazione e le taglia una ciocca di capelli, il tossicodipendente James, introdottosi in casa Lilly per rubare, trova nel seminterrato i bambini scomparsi così, sperando nella ricompensa, va alla polizia venendo però inseguito dal Paul che, pensando che sia lì per denunciare una sua aggressione, lo insegue nel bosco dove il drogato, dopo aver visto la donna dai capelli rossi nel bosco, riesce a convincere l'agente a fare un sopralluogo dai Lilly; l'agente rimane nella casa fino a notte fonda e quando esce, uccide selvaggiamente il drogato, per poi rientra in casa.
Il giorno dopo Miller, convocati i Lilly, riceve invece la visita della zia di Alex, Gladys, una vecchietta coi capelli rossi che dice che i suoi genitori hanno la tubercolosi, ma, dato che il preside insiste per incontrare i signori Lilly, Gladys lo raggiunge a casa sua dove con la magia (usa il proprio sangue, il rametto dell'alberello che venera, un premio di Miller e la ciocca di Justine) gli fa uccidere il marito Terry e poi lo manda a eliminare Justine che, aiutata da Archer, si salva mentre Miller viene investito da un'auto e muore. È così che Justine e Archer si riappacificano e, capito che i bambini si stavano dirigendo a casa di Alex, ci vanno anche loro e scoprono che Gladys, una strega che necessita di linfa vitale per sopravvivere, ha minacciato Alex di uccidere i suoi genitori se non le avesse portato degli oggetti appartenuti ai suoi compagni di classe che ha poi richiamato a sé e dei quali si sta nutrendo. 
Mentre Justin, viene attaccata dagli ipnotizzati Paul e Archer, Alex entra nella stanza di Gladys e, usando una ciocca dei suoi capelli, replica il suo rituale e spezza l'incantesimo; è così che i bambini iniziano a inseguire Gladys per tutto il quartiere finché non la catturano e la smembrano, rompendo definitivamente la maledizione. 
Alla fine, mentre Archer, liberato dall'ipnosi, ritrova Matthew, ancora catatonico e lo porta a casa, la voce narrante rivela che Alex si è trasferito a vivere con una zia gentile dopo che i genitori sono stati ricoverati in un istituto e che i bambini, sono stati restituiti alle famiglie e qualcuno ha anche ricominciato a parlare.

## Distribuzione
Il film è stato distribuito dalla Warner Bros. in Italia dal 6 agosto 2025 e in Nord America dall'8 agosto seguente.

## Accoglienza

### Incassi
Il film ha incassato 91261943 $ in Nord America e 63700000 $ nel resto del mondo, per un totale di 154961943 $. In Italia ha incassato 1602660 €.

### Critica
Il film è stato accolto con favore dalla critica; su Rotten Tomatoes il 94% delle recensioni è positivo, su Metacritic il voto medio è di 81/100.